# Хуйя (вельможа)
Хуйя (ок. 1350 год до н. э.) — древнеегипетский высокопоставленный вельможа, придворный лакей царицы Тии, матери фараона Эхнатона из XVIII династии.

## Сведения
Он носил титулы «Управляющий царским гаремом», «Казначей», «Мажордом дворца матери фараона». Также он руководил всеми скульпторами и художниками, хотя сам таковым не являлся.
Хуйя сопровождал в поездке вдовствующую царицу Тийю, когда она прибыла на 12 год правления её сына в Ахетатон на официальный приём, предполагающий подношение даров от иностранных послов. Эта сцена повторяется в гробнице Мерира II, что может указывать на политическую значимость присутствия Тийи на таком мероприятии, а торжество и дары могли быть устроены в её честь.
Хуйя похоронен в одной из северных гробниц Ахетатона (TA1), хотя его останки не найдены. В его незавершённой гробнице обнаружены множество фактов о царской семье, культе Атона, включая «Гимн Атону», а также неоконченная скульптура Хуйи. Сам Хуйя изображён в ряде банкетных сцен, придворных церемониях, принимающим подарки от Эхнатона.
Расположение гробницы Хуйи в Ахетатоне указывает, что он переехал из Фив и жил в этой новоотстроенной столице. Внутренние росписи свидетельствуют о том, что гробницы Хуйи и Мериры II — придворного лакея Нефертити (гробница TA2) — построены позже и несколько изолированно от прочих северных гробниц, что лежат южнее Пограничной стелы V.

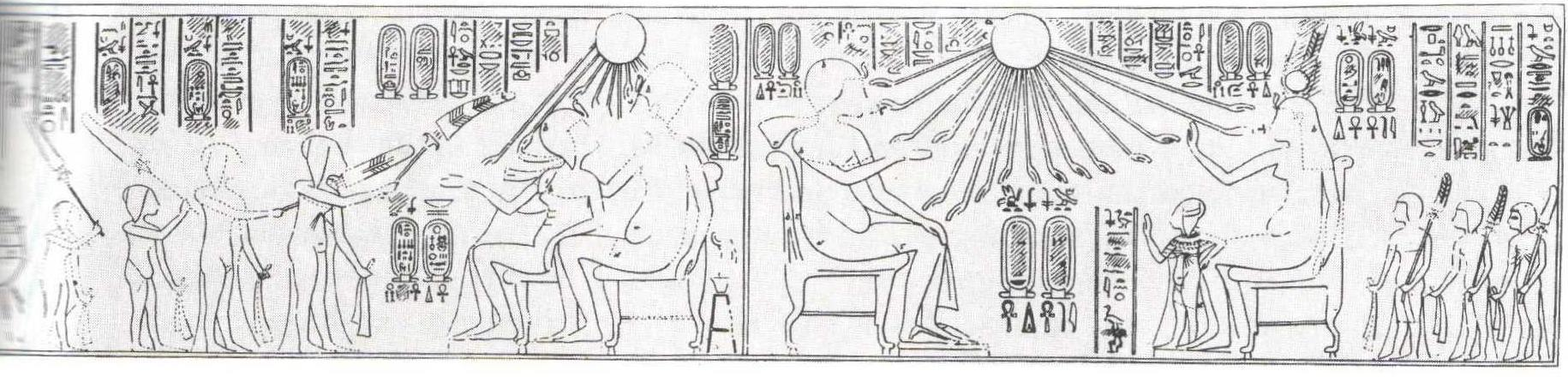
Слева: Эхнатон, Нефертити и их дочери; справа: Аменхотеп III, Тийя и Бакетатон (сцены из гробницы Хуйи)